# 延命寺 (白井市)
延命寺（えんめいじ）は、千葉県白井市平塚にある真言宗豊山派の寺院。山号は普登山。

## 歴史
1005年（寛弘2年）に賢澄上人という人物によって開基されたと伝えられている。

## 伽藍
- 本堂
  - 1005年に建てられたが1620年（元和6年）に大火によって焼失。1660年（万治3年）に再建された。
- 観音堂
  - 1668年（寛文8年）の建立。下記の通り、県文化財にも指定されている。
- 鐘楼

## 文化財
- 延命寺観音堂(県指定文化財)
  - 屋根は入母屋造で基礎には礎石が組み込まれている。
- 延命寺十九夜塔(市指定文化財)
  - 1670年の作品。安山岩製で如意輪観音像が彫られている。

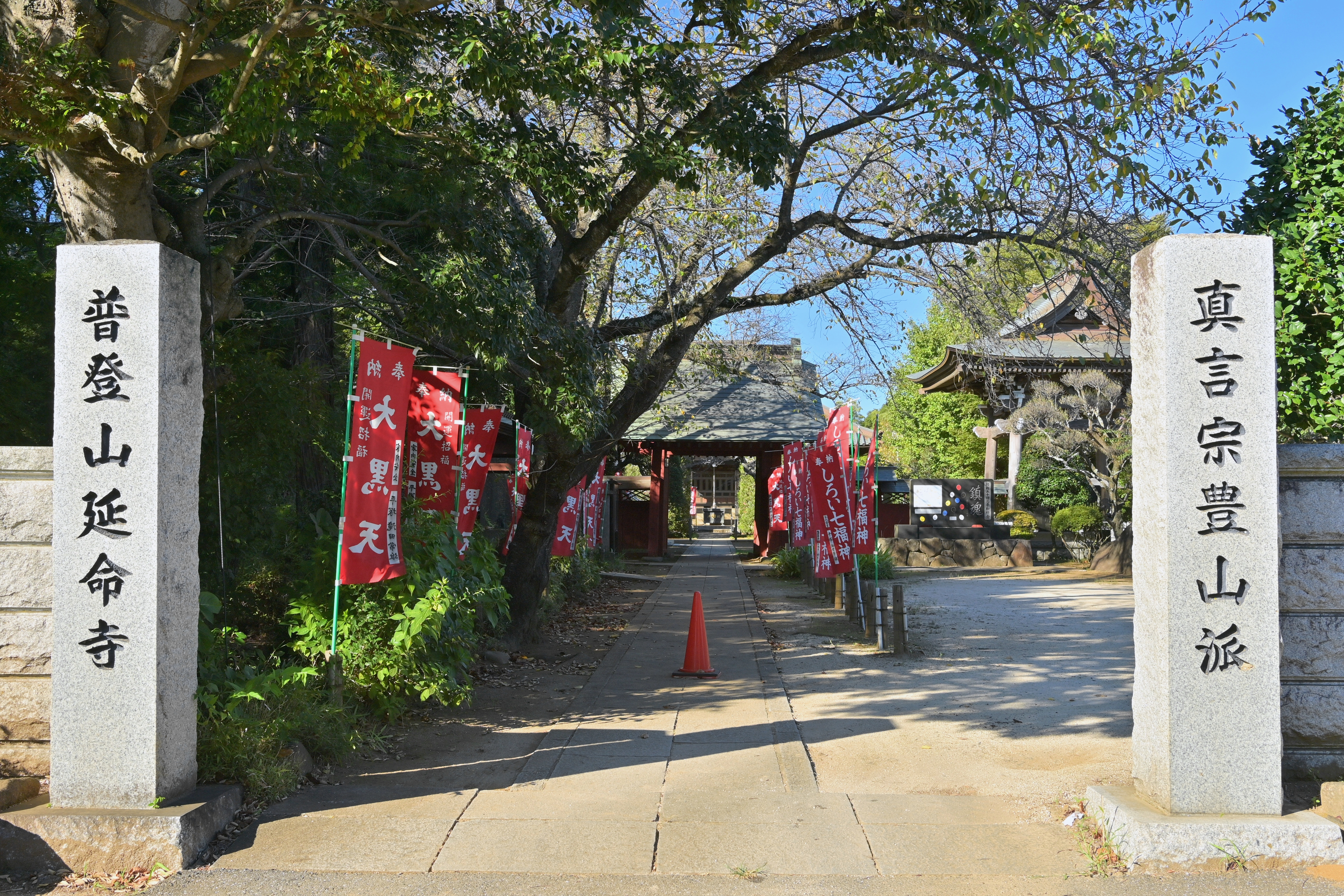
正門
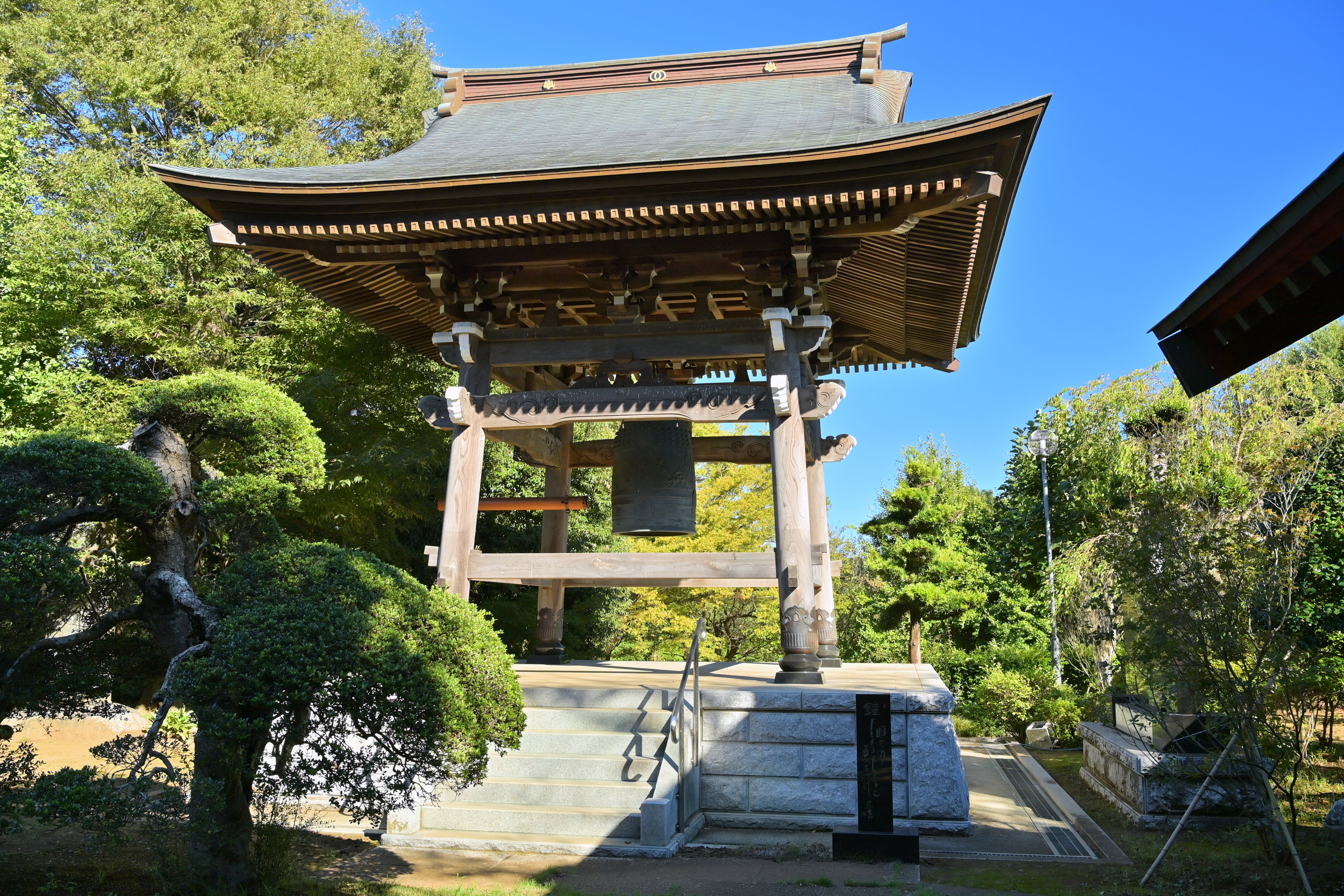
鐘楼
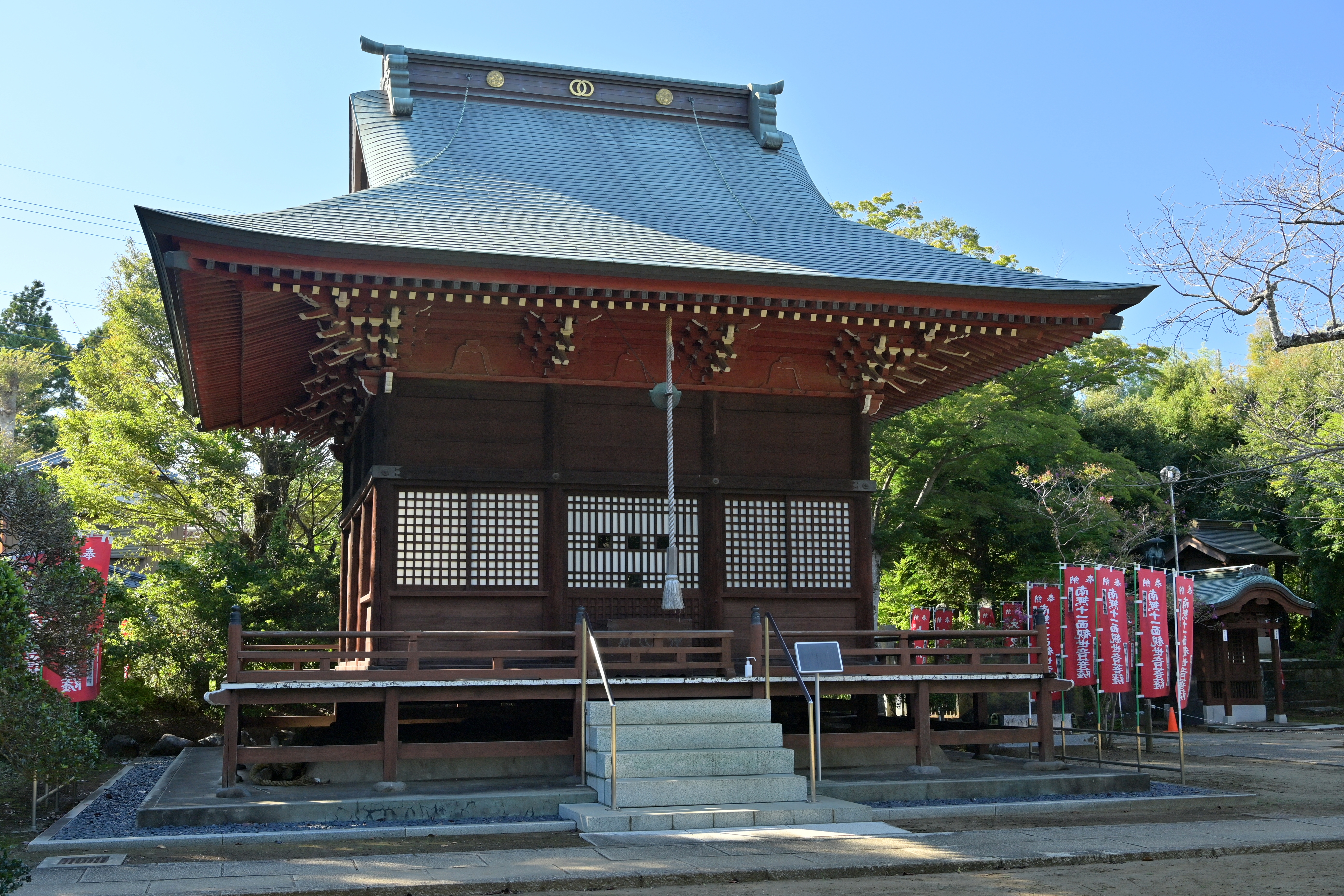
観音堂 （千葉県指定有形文化財）
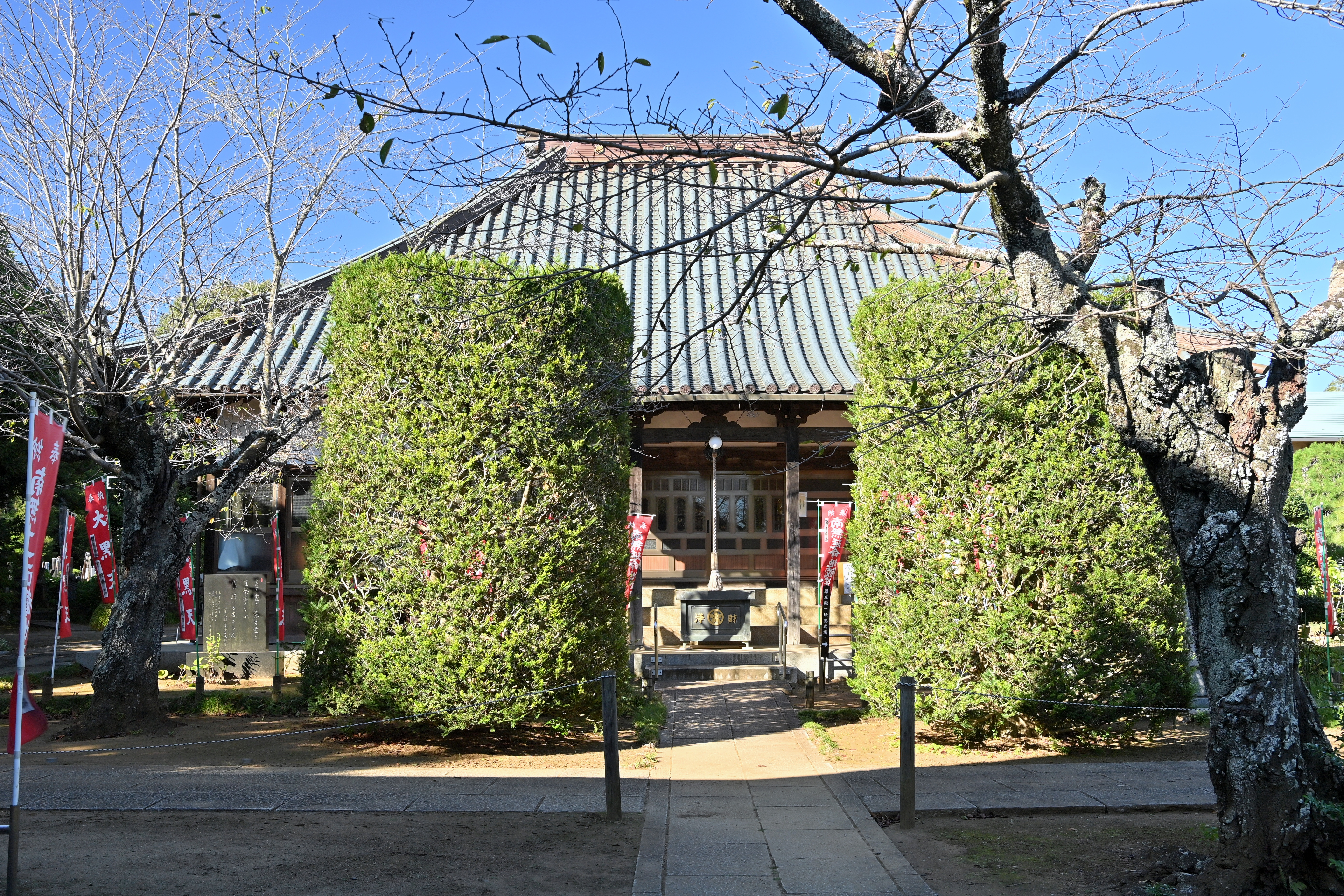
本堂